# Atlas (staty)

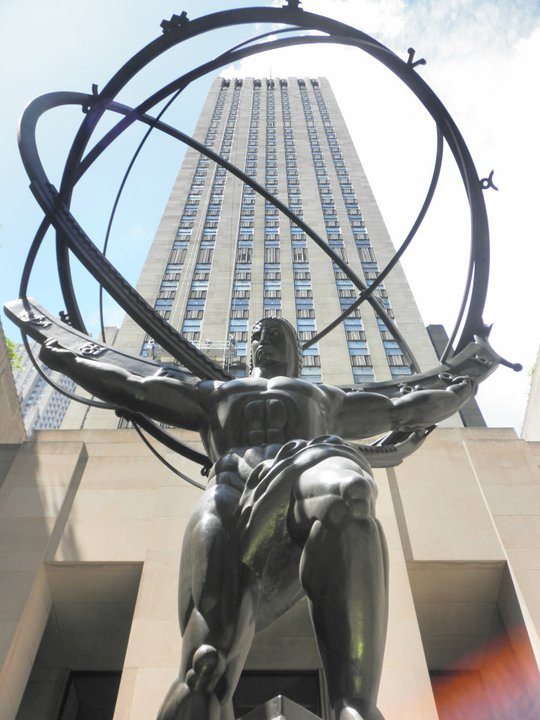
Statyn framför Rockefeller Center i New York, 2012

Atlas är en staty i brons placerad framför Rockefeller Center i Midtown, Manhattan, New York. På motsatt sida, tvärsöver gatan Fifth Avenue, är St. Patrick's Cathedral belägen. 
Skulpturen föreställer titanen Atlas från den grekiska mytologin, som bär upp himlavalvet på sina axlar. Den gjordes av skulptören Lee Lawrie med hjälp av Rene Paul Chambellan och uppfördes 1937.
Skulpturen är i art déco-stil, precis som Rockefeller Center. Atlas är 4,6 meter hög samtidigt som hela statyn mäter 14 meter i höjd. Den väger 7 ton och är den största skulpturen vid Rockefeller Center.

## Galleri

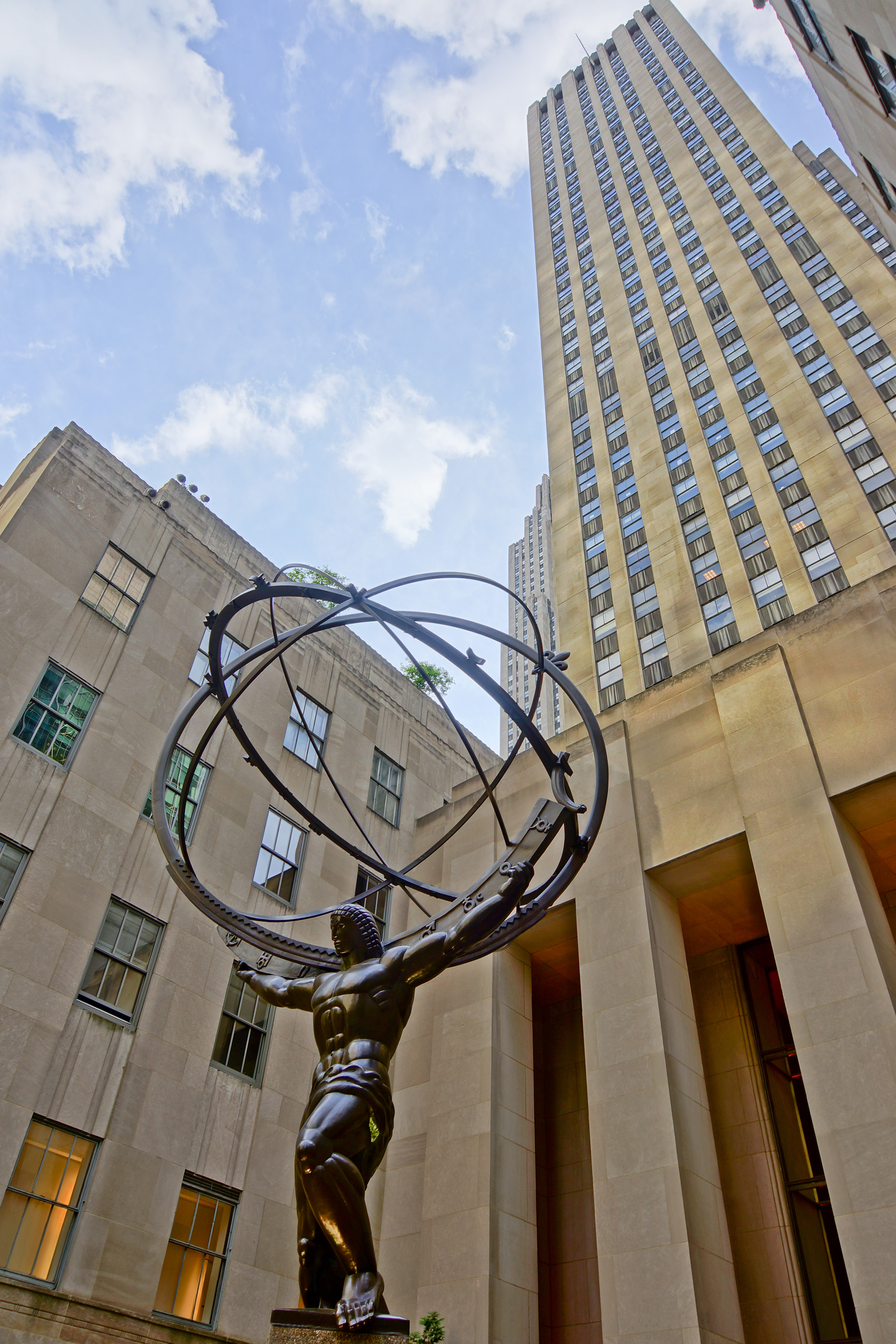
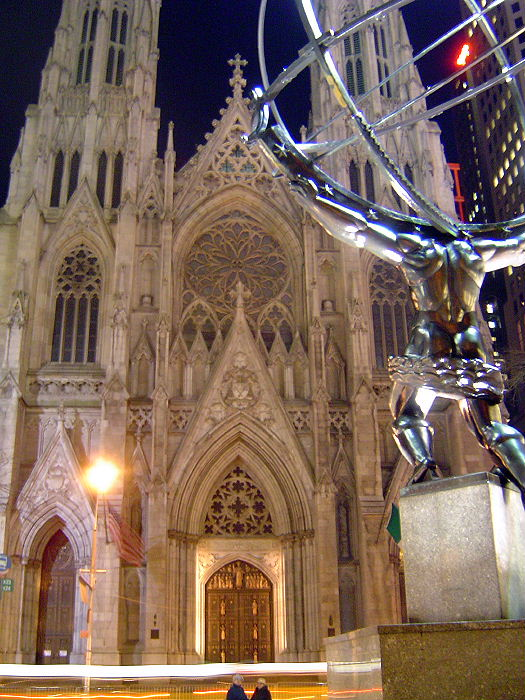